# Unione Sportiva Pistoiese 1934-1935
Questa pagina raccoglie i dati riguardanti l'Unione Sportiva Pistoiese nelle competizioni ufficiali della stagione 1934-1935.

## Rosa
| N. |                   | Ruolo | Calciatore        |
| -- | ----------------- | ----- | ----------------- |
|    | Italia (bandiera) | C     | Mario Allorini    |
|    | Italia (bandiera) | A     | Alberto Barni     |
|    | Italia (bandiera) | C     | Enrico Bertini    |
|    | Italia (bandiera) | D     | Pietro Betti (II) |
|    | Italia (bandiera) | A     | Giovanni Bocchio  |
|    | Italia (bandiera) | A     | Corrado Cavazza   |
|    | Italia (bandiera) | C     | Indro Cenci       |
|    | Italia (bandiera) | D     | Adolfo Chiti      |
|    | Italia (bandiera) | A     | Aldo Melani       |
|    | Italia (bandiera) | A     | Marcello Mihalich |

| N. |                   | Ruolo | Calciatore        |
| -- | ----------------- | ----- | ----------------- |
|    | Italia (bandiera) | D     | Ercole Minelli    |
|    | Italia (bandiera) | D     | Ermanno Montanari |
|    | Italia (bandiera) | A     | Federico Munerati |
|    | Italia (bandiera) | A     | Giulio Panzeri    |
|    | Italia (bandiera) | A     | Elia Puccini      |
|    | Italia (bandiera) | P     | Mario Spadoni     |
|    | Italia (bandiera) | A     | Dino Tasselli     |
|    | Italia (bandiera) | C     | Osvaldo Trebbi    |
|    | Italia (bandiera) | C     | Egidio Turchi     |

## Risultati

### Serie B

#### Girone B

##### Girone di andata
| Arbitro: | Moretti (Genova) |

|        |           |  |
| Meucci | Marcatori |  |

| Arbitro: | Saracini (Roma) |

|                        |           |         |
| Cavazza ?’, ?’ Mihalic | Marcatori | Ferraro |

| Vicenza 14 ottobre 1934 3ª giornata | Vicenza            | 0 – 0 referto | Pistoiese | Campo Sportivo di Viale Verona\| Arbitro: \| Carminati (Milano) \| |
| Arbitro:                            | Carminati (Milano) |               |           |                                                                    |

| Arbitro: | Scotti (Taranto) |

|                     |           |  |
| Pavanello ?’ (rig.) | Marcatori |  |

| Arbitro: | Ciamberlini (Genova) |

|  |           |                   |
|  | Marcatori | ?’, ?’ Gianesello |

| Perugia 18 novembre 1934 6ª giornata | Perugia          | 0 – 2 A tav. referto | Pistoiese | Campo di Piazza d'armi\| Arbitro: \| Carnevali (Roma) \| |
| Arbitro:                             | Carnevali (Roma) |                      |           |                                                          |

| Arbitro: | Soliani (Genova) |

|          |           |  |
| Mihalich | Marcatori |  |

| Arbitro: | De Jurco (Trieste) |

|        |           |                        |
| Grassi | Marcatori | ?’, ?’ Mihalich Melani |

| Arbitro: | Collina (Genova) |

|                                              |           |  |
| Turchi ?’, ?’ Mihalich ?’, ?’ Panzeri ?’, ?’ | Marcatori |  |

| Venezia 23 dicembre 1934 10ª giornata    | Venezia   | 1 – 0 referto | Pistoiese | Stadio Pierluigi Penzo |
| \| \| \| \| \| Gorini \| Marcatori \| \| |           |               |           |                        |
|                                          |           |               |           |                        |
| Gorini                                   | Marcatori |               |           |                        |

| Arbitro: | Salvatori (Roma) |

|         |           |        |
| Ugolini | Marcatori | Melani |

| Pistoia 13 gennaio 1935 12ª giornata | Pistoiese | 3 – 0 | Verona | Campo Pacino Pacini |

| Arbitro: | Brisca (Novara) |

|                  |           |  |
| Mihalich Panzeri | Marcatori |  |

| Pola 27 gennaio 1935 14ª giornata | Grion Pola       | 0 – 2 A tav. referto | Pistoiese | Stadio del Littorio di Pola\| Arbitro: \| Collina (Savona) \| |
| Arbitro:                          | Collina (Savona) |                      |           |                                                               |

| Arbitro: | Mazza (Napoli) |

|                          |           |                   |
| Turchi ?’ (rig.) Panzeri | Marcatori | Colausig Battioni |

##### Girone di ritorno
| Arbitro: | Carminati (Milano) |

|                |           |  |
| Trebbi Cavazza | Marcatori |  |

| Arbitro: | Pecchiura (Torino) |

|                        |           |  |
| Masera Banchero ?’, ?’ | Marcatori |  |

| Arbitro: | Caironi (Milano) |

|                           |           |                          |
| Turchi Cavazza ?’, ?’, ?’ | Marcatori | Menti ?’ (rig.) Camolese |

| Arbitro: | Moretti (Genova) |

|                                |           |  |
| Panzeri Mihalich ?’, ?’ (rig.) | Marcatori |  |

| Arbitro: | Mazza (Napoli) |

|  |           |          |
|  | Marcatori | Mihalich |

| Arbitro: | Mazza (Genova) |

|                |           |  |
| Turchi Cavazza | Marcatori |  |

| Arbitro: | Piccoli (Torino) |

|                          |           |                               |
| Dapas Morelli Caviglioni | Marcatori | Mihalich Cavazza Trebbi Cenci |

| Arbitro: | Salvagno (Trieste) |

|                                                                |           |                            |
| Trebbi ?’, ?’ Cavazza ?’, ?’ Munerati Panzeri Piazza ?’ (aut.) | Marcatori | ?’ (rig.) Kossovel Filippi |

| Cremona 21 aprile 1935 24ª giornata | Cremonese           | 0 – 0 referto | Pistoiese | Stadio Giovanni Zini\| Arbitro: \| Corradini (Bologna) \| |
| Arbitro:                            | Corradini (Bologna) |               |           |                                                           |

| Arbitro: | Carnevali (Roma) |

|         |           |  |
| Cavazza | Marcatori |  |

| Arbitro: | Maino |

|  |           |                                   |
|  | Marcatori | Ugolini Bellini ?’ (aut.) Minelli |

| Arbitro: | Mastellari (Bologna) |

|               |           |  |
| Landi Bianchi | Marcatori |  |

| Arbitro: | Bertone (Torino) |

|           |           |  |
| Bettini I | Marcatori |  |

| Pistoia 26 maggio 1935 29ª giornata | Pistoiese | – n.d. | Grion Pola | Campo Pacino Pacini |

| L'Aquila 2 giugno 1935 30ª giornata | Aquila | 1 – 0 | Pistoiese | Stadio XXVIII Ottobre |

## Statistiche

### Statistiche di squadra
| Competizione       | Punti | In casa | In casa | In casa | In casa | In casa | In casa | In trasferta | In trasferta | In trasferta | In trasferta | In trasferta | In trasferta | Totale | Totale | Totale | Totale | Totale | Totale | DR  |
| Competizione       | Punti | G       | V       | N       | P       | Gf      | Gs      | G            | V            | N            | P            | Gf           | Gs           | G      | V      | N      | P      | Gf     | Gs     | DR  |
| ------------------ | ----- | ------- | ------- | ------- | ------- | ------- | ------- | ------------ | ------------ | ------------ | ------------ | ------------ | ------------ | ------ | ------ | ------ | ------ | ------ | ------ | --- |
| Serie B - girone B | 34    | 14      | 11      | 1       | 2       | 36      | 12      | 14           | 4            | 3            | 7            | 11           | 15           | 28     | 15     | 4      | 9      | 47     | 27     | +20 |

### Statistiche dei giocatori
| Giocatore     | Serie B  | Serie B |
| Giocatore     | Presenze | Reti    |
| ------------- | -------- | ------- |
| M. Allorini   | ?        | ?       |
| A. Barni      | ?        | ?       |
| E. Bertini    | ?        | ?       |
| P. Betti (II) | ?        | ?       |
| G. Bocchio    | ?        | ?       |
| C. Cavazza    | ?        | ?       |
| I. Cenci      | ?        | ?       |
| A. Chiti      | ?        | ?       |
| A. Melani     | ?        | ?       |
| M. Mihalich   | ?        | ?       |
| E. Minelli    | ?        | ?       |
| E. Montanari  | ?        | ?       |
| F. Munerati   | ?        | ?       |
| G. Panzeri    | ?        | ?       |
| E. Puccini    | ?        | ?       |
| M. Spadoni    | ?        | ?       |
| D. Tasselli   | ?        | ?       |
| O. Trebbi     | ?        | ?       |
| E. Turchi     | ?        | ?       |